# 阿伊薩烏朗亞夏
阿伊薩烏朗亞夏（拉阿魯哇語：Avisavulangahla），是台灣拉阿魯哇族神話中的一名神祇，負責守衛部落的前門。

## 職責
阿伊薩烏朗亞夏是部落的守護神，祂和希卜里瑪諸分別守護部落的前後門，祂擁有強大的神力，能夠控制人的心智。

## 傳說

### 抵禦外敵
過去曾有外族的人多次襲擊拉阿魯哇族的部落，但每當他們靠近時，阿伊薩烏朗亞夏便施展法術讓他們意識混亂、走到部落的大門前丟下武器才回過神來，並且被嚇得跑走，後來雖然他們每一次的人數都越來越多，但在阿伊薩烏朗亞夏的法術前沒有一次成功，最後甚至被祂控制心智、空手進入部落中被族人一網打盡，之後敵人就再也不敢靠近了。

### 殺害希卜里瑪諸
由於阿伊薩烏朗亞夏多次迪退外敵且很照顧人，不被族人喜愛的希卜里瑪諸忍不住向祂抱怨，後來在祂們決定前門由誰來守的比賽中，阿伊薩烏朗亞夏不慎殺死了對方。